# Agostino Ciasca

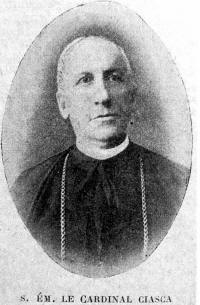
Agostino Kardinal Ciasca (vor 1900)

Agostino Kardinal Ciasca OESA, Taufname: Pasquale Raffaele Ciasca (* 7. Mai 1835 in Polignano a Mare; † 6. Februar 1902 in Rom) war ein italienischer Theologe und Kurienkardinal der römisch-katholischen Kirche.

## Leben
Pasquale Raffaele Ciasca trat der Ordensgemeinschaft der Augustiner-Eremiten am 10. März 1856 bei, legte die Profess am 11. März 1857 ab und empfing am 18. September 1858 die Priesterweihe. Er besuchte das Kloster Sant’Agostino in Rom (Philosophie und Theologie) und das Kloster Santa Monica (griechische und hebräische Schriften für acht Jahre). Er promovierte in Theologie und Hebräisch.
Papst Leo XIII. vertraute ihm einige heikle Missionen an. In seinem Orden war er, abgesehen davon, dass er Professor für dogmatische Theologie, Heilige Schrift und die orientalischen Sprachen war, Studienpräfekt, Generalassistent und danach Generalprokurator.
Im Jahr 1866 erhielt er den Lehrstuhl für hebräische Sprache an dem Pontificium Collegium Urbano de Propaganda Fide und später nahm er am Ersten Vatikanischen Konzil als Theologe und Dolmetscher für die orientalischen Bischöfe teil. Er besetzte auch die folgenden Positionen: Konsultor der Congregatio de Propaganda Fide für die Angelegenheiten der orientalischen Riten (1872); Schreiber in der Vatikanischen Bibliothek für Arabisch (1876); Dolmetscher in der Congregatio de Propaganda Fide, gewöhnlicher Zensor der orientalischen Bücher und Professor für Orientalische Sprachen in dem römischen Priesterseminar (1878); Dekan der Fakultäten für Theologie und orientalische Sprachen in dem gleichen Seminar und Präsident des Kollegiums der Dolmetscher in der Congregatio de Propaganda Fide (1882) sowie Konsultor der Römischen Inquisition (1889).
Der Papst ernannte ihn am 1. Juni 1891 zum Titularerzbischof von Larissa in Syrien. Die Bischofsweihe spendete ihm der Kardinalstaatssekretär, Mariano Kardinal Rampolla del Tindaro, am 7. Juni desselben Jahres in Rom; Mitkonsekratoren waren Guglielmo Giosafat Giuseppe Pifferi, Sakristan des Apostolischen Palastes, und Luigi Sepiacci, O.S.A., Sekretär der Kongregation für die Bischöfe und Regularen. Im selben Jahr wurde er vom Heiligen Stuhl nach Lemberg geschickt, um den Vorsitz bei der ruthenischen Synode einzunehmen. Am 19. September 1892 wurde er zum Pro-Sekretär der Congregatio de Propaganda Fide ernannt und am 19. Juni 1893 zu deren Sekretär erhoben. Leo XIII. nahm ihn am 19. Juni 1899 als Kardinalpriester in das Kardinalskollegium auf und er erhielt am 22. Juni des gleichen Jahres die Titelkirche San Callisto.
Er starb 1902 in Rom. Nach der Aufbahrung in der Basilika Sant’Agostino wurde sein Leichnam in der Kapelle seines Ordens auf dem Friedhof Campo Verano beigesetzt. Am 28. April 1938 wurden seine sterblichen Überreste in die Kirche Santa Maria del Popolo überführt.

## Leistungen
Agostino Ciasca veröffentlichte zwischen 1885 und 1889 Fragmente einer sehr alten koptischen Version des Alten Testaments aus Handschriften der Borgia-Sammlung im Museo Propaganda Fide in Rom. Er entdeckte und bearbeitete 1888 eine arabische Version der Evangelienharmonie Tatians auf der Grundlage der Handschrift Vat. Borg. arab. 250 sowie des Codex Vat. arab. 14, ein Text von hoher Bedeutung für die Geschichte des Kanons des Neuen Testaments.

## Veröffentlichungen
Seine Hauptwerke sind:
- Examen critico-apologeticum super constitutionem dogmaticam de Fide Catholica editam in Sessione tertia SS. Oecumenici Concilii Vaticanii. 270 Seiten 8vo, Rom 1872.
- I Papiri Copti del Museo della Borgiano SC de Propaganda Fide tradotti e commentati. 55 Seiten, Rom 1881.
- Sacrorum Bibliorum fragmenta Copto-Sahidica Borgiani Musei. Vol. I, 225, S. 4to, mit 8 Platten, Rom 1885 und 1889. Diese zwei Bände befassen sich mit dem Alten Testament; vol. III, Umgang mit dem Neuen Testament (509 Seiten mit 40 Tafeln) wurde im Jahre 1904 von Giuseppe Balestri veröffentlicht.
- Tatiani Diatessaron seu Evangeliorum Harmoniae arabice nunc primum ex duplici codicae editit et Latina translatione donavit ... in 4to, Rom 1888.